# Arthur M. Sackler
Arthur Mitchell Sackler (New York, 22 agosto 1913 – New York, 26 maggio 1987) è stato uno psichiatra e collezionista d'arte statunitense.
È stato il maggiore dei tre patriarchi, insieme ai fratelli minori Mortimer e Raymond, della controversa famiglia Sackler, attiva nell'industria farmaceutica.
Durante la sua vita accumulò la più grande collezione privata d'arte cinese al mondo, che donò allo Smithsonian di Washington, e fornì i fondi necessari per costruire numerose gallerie d'arte e scuole di medicina in tutto il mondo. Il suo patrimonio venne stimato in circa 140 milioni di dollari.
Dalla morte, la sua reputazione è stata offuscata a causa del ruolo centrale dell'azienda farmaceutica di famiglia, la Purdue Pharma, nella crisi degli oppioidi negli Stati Uniti. Come conseguenza, molti dei musei e delle gallerie d'arte che ricevettero donazioni da parte sua o dei suoi famigliari, hanno preso progressivamente le distanze, tra cui il Metropolitan Museum of Art di New York City che, il 9 dicembre 2021, ha ufficialmente rimosso il nome della famiglia Sackler da alcune sue gallerie.

## Gioventù e studi
Nato Abraham Sackler a Brooklyn da Isaac e Sophie Sackler (nata Greenberg), droghieri ebrei giunti a New York dall'Ucraina e dalla Polonia, prima della Prima Guerra Mondiale, era il maggiore di tre figli, si diplomò alla Erasmus Hall High School. Sul The New Yorker, Patrick Radden Keefe lo ha definito "poliedrico".
Successivamente si laureò presso la New York University School of Medicine pagando la retta universitaria lavorando come copywriter dal 1942 presso William Douglas McAdams, un'agenzia pubblicitaria specializzata in medicina, società che riuscì a rilevare nel 1947, apportandone poi numerosi cambiamenti.
Studiò inoltre scultura alla Educational Alliance e frequentò corsi di storia dell'arte alla Cooper Union.

## Attività psichiatrica
Arthur Sackler si specializzò in psichiatria biologica presso il Creedmoor Psychiatric Center e, dal 1949 al 1954 fu direttore di ricerca presso il Creedmoor Institute for Psychobiological Studies, collaborando a centinaia di articoli scientifici basati su neuroendocrinologia, psichiatria e medicina sperimentale; si ritiene che sia stato il primo medico a utilizzare gli ultrasuoni come strumento diagnostico. I fratelli minori Mortimer e Raymond seguirono le sue orme, divenendo a loro volta psichiatri, in seguito agli studi in Scozia, e affiancandolo nel team di ricerca del Creedmoor, in cui faceva parte anche il dottor Johan H.W. Van Ophuijsen, descritto da Arthur come "il discepolo preferito di Freud".
Nel 1951, i tre fratelli e Van Ophuijsen pubblicarono un riassunto delle loro ricerche, che divenne noto come il "Metodo Sackler". Le ricerche mediche su soggetti umani, che si erano in gran parte fermate dopo la Seconda Guerra Mondiale, non erano ancora disciplinate dal Codice di Norimberga, dalla Dichiarazione di Helsinki e dal Rapporto Belmont. I fratelli Sackler cercarono un'alternativa alle sedute massive di terapia elettroconvulsiva (ECT) molto diffusa all'epoca, per i soggetti affetti da schizofrenia, disturbo bipolare (all'epoca chiamato depressione maniacale) e psicosi involutiva (una patologia oggi non riconosciuta, dai sintomi simili alla depressione); la terapia prevedeva iniezioni di istamina a concentrazioni crescenti, per un periodo massimo di 24 giorni. Il trattamento causava un abbassamento nella pressione sanguigna e, quando tornava a valori normali, veniva data una dose più forte. In alcuni casi le iniezioni di istamina erano accompagnate da insulina o da sedute di ECT.

## Collezionista d'arte
Arthur e la sua prima moglie Else iniziarono ad interessarsi alle opere d'arte negli anni '40, poco dopo la sua laurea alla New York University. Inizialmente furono attratti da artisti contemporanei come Marc Chagall, ma in seguito collezionarono anche maioliche rinascimentali e dipinti post-impressionisti e della scuola di Parigi. Arthur si considerava "più un curatore che un collezionista", preferendo acquisire collezioni intere piuttosto che singoli pezzi. La sua collezione era composta da decine di migliaia di opere di arte cinese, indiana e mediorientale, nonché pezzi rinascimentali e precolombiani. In un discorso alla Stony Brook University di New York, espose la sua idea che arte e scienza fossero "interconnesse nelle discipline umanistiche".
Grazie ad piccolo tavolo cinese nel negozio di un commerciante di mobili di New York, Arthur Sackler si innamorò dell'arte cinese, sostenendo che fosse "un'estetica non comunemente apprezzata o compresa". Dopo la guerra civile cinese, collezionisti come lui riuscirono ad accumulare decine di migliaia di oggetti, che rappresentano varie aree geografiche: ossa di oracoli della dinastia Shang, vasi achemenidi dall'Iran e sculture di templi dell'Asia meridionale dal X al XIV secolo.
In seguito sovvenzionò lo psichiatra Paul Singer, un altro collezionista di opere cinesi, privo dei fondi necessari ma di cui Sackler si fidava. L'unico vincolo legato a tali donazioni era che alla morte di Singer, la sua collezione sarebbe stata donata ad una galleria Sackler. Nel 1997, durante la catalogazione della collezione per l'acquisizione, lo staff del museo Smithsonian stabilì che 160 oggetti inventariati mancavano dalla residenza del dottor Singer al momento della sua morte. La maggior parte della collezione perduta non è stata recuperata fino ad oggi.

## Marketing farmaceutico
All'inizio degli anni '40, Arthur Sackler entrò a far parte dell'agenzia pubblicitaria medica William Douglas McAdams Inc., dove rimase in attività fino alla morte, introducendo tecniche di vendita fino ad allora sconosciute per i prodotti farmaceutici. Uno storico dell'Università di Harvard scrisse nel 2019 che i Sackler non inventarono la vendita diretta ai medici ma ebbero un'influenza pionieristica nel campo. Arthur commerciava pubblicazioni e materiale promozionale direttamente ai medici, aumentava il ritmo con cui questi ultimi venivano a conoscenza dei farmaci e la loro velocità di prescrizione, pur non partecipando nella ricerca della forza vendita, tecniche oggi sottoposte a approfonditi controlli.
La Medical Advertising Hall of Fame ha scritto nel 1998,
Con il suo aiuto, l'azienda farmaceutica statunitense Pfizer (nata come produttore di sostanze chimiche), iniziò la sua attività nel settore dei farmaci con prescrizione, aumentando la forza vendita dagli 8 agenti nel 1950, ai 2000 del 1957 mentre, tra il 1950 e il 1956, sotto la sua guida, lanciò sul mercato degli antibiotici la terramicina .
Attraverso il marketing diretto ai medici negli anni '60, rese popolari dozzine di medicinali tra cui Betadine, Librium e Valium. Divenne un editore e nel 1960 fondò un giornale medico settimanale, il Medical Tribune, letto da seicentomila medici negli Stati Uniti (secondo alcuni rapporti, i suoi lettori erano un milione di medici in 20 paesi). La sponsorizzazione del Valium da parte di Sackler su riviste come Medical Tribune contribuì a renderlo il primo farmaco a generare 100 milioni di dollari di vendite e nel 1971 Librium e Valium resero 2 miliardi di dollari per il suo cliente, Hoffmann-La Roche. In seguito a tali risultati, molte altre case farmaceutiche iniziarono a commercializzare i loro farmaci in modo simile.
Il professor Evan Gerstmann ha scritto su Forbes: "Naturalmente, il marketing fraudolento è davvero molto sbagliato. Ma è un'assurda inversione della logica affermare che, poiché Arthur Sackler è stato il pioniere del marketing diretto per i medici, è responsabile dell'uso improprio fraudolento di quella tecnica."

## Carriera successiva
Sackler condusse numerose attività, fonti di possibili conflitti di interesse tra loro, sviluppando inoltre collaborazioni sotto accordi di segretezza con l'agenzia pubblicitaria di L. W. Frolich (di cui pubblicamente era un concorrente) e MD Publications, di proprietà di suoi amici.
È stato redattore del Journal of Clinical and Experimental Psychobiology dal 1950 al 1962.
Nel 1958 fondò i Laboratories for Therapeutic Research, ricoprendo la carica di direttore fino al 1983, presidente del consiglio di amministrazione di Medical Press, Inc. e presidente di Physicians News Service, Inc., nonché del Medical Radio and TV Institute, Inc. Ha fatto parte del consiglio di amministrazione del New York Medical College, dove ha anche ricoperto una posizione come professore di ricerca di psichiatria.
Nel 1981, è stato vicepresidente della prima conferenza internazionale sulla nutrizione tenutasi a Tianjin, in Cina . È entrato a far parte del consiglio di amministrazione di Scientific American nel 1985. Nel 1985, Linus Pauling gli ha dedicato il suo libro How to Live Longer and Feel Better . Nel 1997 è stato inserito postumo nella Medical Advertising Hall of Fame.

## Attività filantropica
Arthur Sackler ha costruito e contribuito a molte istituzioni scientifiche, negli anni '70 e '80, tra cui
- La Sackler School of Medicine dell'Università di Tel Aviv (1972)
- Il Sackler Institute of Graduate Biomedical Science (ora Vilcek Institute of Graduate Biomedical Sciences) presso la New York University (1980)
- L'Arthur M. Sackler Science Center presso la Clark University (1985)
- La Sackler School of Graduate Biomedical Sciences (ora Graduate School of Biomedical Sciences) e la Arthur M. Sackler Center for Health Communications presso la Tufts University (1980 e 1986)

Donò disegni e dipinti dell'architetto e incisore italiano Giovanni Battista Piranesi alla Avery Library della Columbia University all'inizio degli anni '70.
Ha fondato gallerie presso il Metropolitan Museum of Art (dove quella che un tempo era denominata Ala Sackler ospita il Tempio di Dendur), l'Università di Princeton, l'Arthur M. Sackler Museum presso l'Università di Harvard a Cambridge, Massachusetts, e l'Arthur M. Sackler Museum of Art and Archaeology. Nel 1987, la Arthur M. Sackler Gallery della Smithsonian Institution, a Washington, DC è stata aperta mesi dopo la sua morte, con una donazione di 4 milioni di dollari e 1.000 opere d'arte. La collezione di Sackler donata allo Smithsonian era considerata la più grande collezione personale di arte cinese antica al mondo secondo Wen Fong del Metropolitan Museum of Art. Dopo la sua morte, la Jillian and Arthur M. Sackler Wing of Galleries è stata aperta presso la Royal Academy of Arts e l'Arthur M. Sackler Museum of Art and Archaeology è stato aperto presso l'Università di Pechino nel 1993.

### Le reazioni in seguito alla crisi degli oppioidi
Il nome della famiglia Sackler, incluso quello di Arthur Sackler, sono stati sottoposti ad un maggiore controllo dalla fine degli anni 2010 sul legame tra la famiglia e l'OxyContin, il farmaco centrale nella crisi degli oppioidi statunitense. David Crow, scrivendo sul Financial Times, descrisse il cognome come "contaminato".
Nel marzo 2019, la National Portrait Gallery e le gallerie Tate di Londra hanno annunciato che non avrebbero accettato ulteriori donazioni dalla famiglia Sackler, in seguito alla minaccia da parte della fotografa americana Nan Goldin di ritirare una retrospettiva pianificata del suo lavoro alla National Portrait Gallery, se la galleria avesse accettato una donazione di 1 milione di sterline da un fondo Sackler. Nel giugno 2019, il NYU Langone Medical Center ha annunciato che non accetterà più donazioni da nessun Sackler e da allora ha cambiato il nome del Sackler Institute of Graduate Biomedical Sciences in Vilcek Institute of Graduate Biomedical Sciences.
Sempre nel 2019, l'American Museum of Natural History, il Solomon R. Guggenheim Museum e il Metropolitan Museum of Art di New York hanno annunciato che non accetteranno donazioni future da nessun Sackler coinvolto in Purdue Pharma.
Secondo il New York Times, il Louvre di Parigi è stato il primo grande museo a "cancellare la sua associazione pubblica" con la famiglia Sackler: il 16 luglio 2019, fu rimossa la targa all'ingresso della galleria sulle donazioni dei Sackler, in tutta l'area, un nastro grigio copriva la segnaletica per i manufatti persiani e levantini del Louvre, dal 1997 identificata come Sackler Wing of Oriental Antiquities; la collezione è stata rimossa l'8 e il 9 luglio dello stesso anno.
Il 9 dicembre 2021, il Metropolitan Museum of Art di New York City, ha annunciato la rimozione del nome della famiglia Sackler da sette gallerie dedicate alla famiglia, inclusa l'ala che ospita il Tempio di Dendur egizio.
La filantropia della famiglia è stata vista come "riciclaggio di reputazione" dai profitti acquisiti dalla vendita di oppiacei.

## Vita privata
Arthur Sackler è stato sposato tre volte. La sua prima moglie è stata Else Finnich Jorgensen (1913-2000) dalla Danimarca: sposati nel 1934, hanno avuto due figlie (Carol Master ed Elizabeth). In seguito al primo divorzio, sposò nel 1949 Marietta Lutze (1919–2019), comproprietaria di Dr. Kade Pharmazeutische Fabrik GmbH dalla quale ebbe due figli (Arthur F. e Denise Marika). Dopo 25 anni di matrimonio, divorziò la seconda volta per sposare Jillian Lesley Tully, che attualmente dirige progetti filantropici a suo nome attraverso la Dame Jillian Sackler e la Arthur M. Sackler Foundation for the Arts, Sciences and Humanities.
Viveva sulla Fifth Avenue a New York. Fino dopo i 70 anni, mantenne dei ritmi di lavoro a tempo pieno, iniziando a lavorare ogni giorno alle 8:30, viaggiando a Boston e Washington, DC.
Morì per un disturbo cardiaco al Presbyterian Hospital di New York City il 26 maggio 1987.

## Premi e riconoscimenti
Sackler ha ricevuto lauree honoris causa dalla Clark University, dallaHahnemann University, dalla Tufts University e dalla Mount Sinai School of Medicine. È stato membro dell'American Academy of Arts and Sciences ed è stato insignito dell'Egyptian Order of Merit. Lui e la sua ultima moglie Jillian hanno finanziato gli Arthur M. Sackler Colloquia che si tengono presso la National Academy of Sciences .

## Purdue Pharma
Nel 1952, organizzò un finanziamento affinché i suoi fratelli acquistassero la Purdue-Frederick Company. Inizialmente l'azienda commercializzava semplici prodotti da banco come l'antisettico Betadine, il lassativo Senokot e il solvente per cerume Cerumenex. In seguito iniziò ad interfacciarsi con la vendita di farmaci con prescrizione, in particolare l'MS Contin, delle compresse a base di morfina a rilascio prolungato per somministrazione orale, il cui brevetto sarebbe scaduto alla fine degli anni '80.
Dopo la morte di Arthur nel 1987, la sua quota di un terzo di quella società fu venduta dai suoi figli ai suoi fratelli Mortimer e Raymond, che già possedevano la società separata denominata Purdue Pharma e utilizzavano Purdue-Frederick come holding.
Otto anni dopo la morte di Arthur, Purdue iniziò a vendere l'OxyContin, farmaco a base di ossicodone, una molecola circa 1,5 volte più potente della morfina.
Nel 2007 la società si è dichiarata colpevole per "etichettatura ingannevole" (un reato minore) dell'OxyContin, ed è stata multata per 640 milioni di dollari. I critici della famiglia Sackler e della Purdue sostengono che le stesse tecniche di marketing utilizzate da Arthur quando lavorava per altre aziende farmaceutiche decenni prima, furono successivamente abusate nella commercializzazione di OxyContin dai suoi fratelli e suo nipote, Richard Sackler, contribuendo alla crisi degli oppioidi.
Secondo una citazione in The Guardian, "Questa è essenzialmente una famiglia criminale… spacciatori di droga in giacca e cravatta".

## Critiche
La sottocommissione del senatore Estes Kefauver esaminò l'industria farmaceutica nel 1959 indagando su Arthur Sackler il quale, secondo lui, possedeva un impero "integrato" che spaziava dalla scoperta e produzione di farmaci, al marketing e pubblicità fino a pubblicazioni mediche esplicitamente mirate per promuoverne la prescrizione e la vendita. Dalla sua attività nacque l'Emendamento Kefauver Harris che ha migliorato la supervisione sui farmaci della FDA nel 1962.
Barry Meier ha scritto nel suo libro Pain Killer che Arthur Sackler "ha contribuito a fare da pioniere in alcune delle pratiche più controverse e preoccupanti della medicina: la pioggia di favori ai medici, le spese sontuose per consulenti ed esperti pronti a sostenere le affermazioni di un produttore di farmaci, il finanziamento di gruppi commerciali indipendenti, la creazione di pubblicazioni che fungano da portavoce dell'industria e lo sfruttamento diretto della ricerca scientifica per scopi di marketing".
Lo psichiatra Allen Frances ha dichiarato al New Yorker nel 2017: "La maggior parte delle pratiche discutibili che hanno spinto l'industria farmaceutica nel flagello che è oggi, possono essere attribuite ad Arthur Sackler".
Patrick Radden Keefe, autore di un articolo del New Yorker del 2017, ha successivamente ampliato il suo lavoro nel libro L'impero del dolore: pubblicato nel 2021, è molto critico nei confronti della famiglia Sackler, compresi gli sforzi di Arthur Sackler per nascondere i suoi numerosi conflitti di interesse mentre accumulava la sua fortuna.